# Rallus limicola
Rallus limicola là một loài chim trong họ Rallidae.
Gà nước Virginia sống ở đầm lầy nước ngọt và đầm lầy, đôi khi là đầm lầy muối vào mùa đông. Dân số phía Bắc di cư đến miền nam Hoa Kỳ và Trung Mỹ. Trên bờ biển Thái Bình Dương, một số là người loài lưu trú. Môi trường sinh sản của nó là đầm lầy từ Nova Scotia đến Nam British Columbia, California và Bắc Carolina, và ở Trung Mỹ. Nó thường cùng tồn tại với Soras.